# Olympische Sommerspiele 2012/Rudern – Einer (Männer)
Der Ruderwettbewerb im Einer der Männer bei den Olympischen Spielen 2012 in London wurde vom 28. Juli bis zum 3. August 2012 auf dem Dorney Lake ausgetragen. 33 Athleten traten an. 
Die Ruderregatta, die über 2000 Meter ausgetragen wurde, begann mit sechs Vorläufen. Die ersten drei zogen ins Viertelfinale ein, die restlichen Ruderer starteten in den Hoffnungsläufen. In den drei Hoffnungsläufen konnten sich die jeweils beiden ersten Ruderer für das Viertelfinale qualifizieren. Die restlichen Starter kamen in das Halbfinale E/F.
In den Viertelfinals qualifizierten sich die ersten Drei für das Halbfinale A/B, die übrigen Ruderer für das Halbfinale C/D.
Es wurden sechs Halbfinalrennen gerudert. Die ersten drei Starter qualifizierten sich für die Finals A, C oder E, die übrigen für die Finals B, D oder F. Die Finals B bis F wurden zur Ermittlungen der Platzierungen gestartet, das Finale A sorgte für die Medaillenvergabe.
Die jeweils qualifizierten Ruderer sind hellgrün unterlegt.

## Titelträger
| Olympiasieger | Olaf Tufte ( Norwegen)      | Peking 2008 |
| Weltmeister   | Mahé Drysdale ( Neuseeland) | Bled 2011   |

## Vorläufe
28. Juli 2012

### Vorlauf 1
| Platz | Athlet               | Nation  | Zeit (min) |
| ----- | -------------------- | ------- | ---------- |
| 1     | Tim Maeyens          | Belgien | 6:42,52    |
| 2     | Ángel Fournier       | Kuba    | 6:46,35    |
| 3     | Patrick Loliger      | Mexiko  | 6:51,78    |
| 4     | Sawarn Singh         | Indien  | 6:54,04    |
| 5     | Óscar Vásquez        | Chile   | 7:06,33    |
| 6     | Mohsen Shadi Naghdeh | Iran    | 7:27,42    |

### Vorlauf 2
| Platz | Athlet              | Nation      | Zeit (min) |
| ----- | ------------------- | ----------- | ---------- |
| 1     | Marcel Hacker       | Deutschland | 6:43,80    |
| 2     | Santiago Fernández  | Argentinien | 6:46,03    |
| 3     | Henrik Stephansen   | Dänemark    | 6:46,32    |
| 4     | Mindaugas Griškonis | Litauen     | 6:46,56    |
| 5     | Víctor Aspillaga    | Peru        | 7:13,79    |
| 6     | So Sau Wah          | Hongkong    | 7:15,91    |

### Vorlauf 3
| Platz | Athlet                 | Nation        | Zeit (min) |
| ----- | ---------------------- | ------------- | ---------- |
| 1     | Lassi Karonen          | Schweden      | 6:45,42    |
| 2     | Aleksandar Aleksandrov | Aserbaidschan | 6:49,81    |
| 3     | Mathias Raymond        | Monaco        | 6:58,60    |
| 4     | Anderson Nocetti       | Brasilien     | 7:03,78    |
| 5     | James Fraser-Mackenzie | Simbabwe      | 7:16,83    |
| 6     | Paul Etia Ndoumbe      | Kamerun       | 7:29,77    |

### Vorlauf 4
| Platz | Athlet                | Nation      | Zeit (min) |
| ----- | --------------------- | ----------- | ---------- |
| 1     | Mahé Drysdale         | Neuseeland  | 6:49,69    |
| 2     | Olaf Tufte            | Norwegen    | 7:00,90    |
| 3     | Nour El-Din Hassanein | Ägypten     | 7:06,17    |
| 4     | Roberto López         | El Salvador | 7:23,75    |
| 5     | Hamadou Djibo Issaka  | Niger       | 8:25,56    |

### Vorlauf 5
| Platz | Athlet             | Nation         | Zeit (min) |
| ----- | ------------------ | -------------- | ---------- |
| 1     | Alan Campbell      | Großbritannien | 6:47,62    |
| 2     | Zhang Liang        | China          | 6:50,71    |
| 3     | Michał Słoma       | Polen          | 6:54,58    |
| 4     | Kim Dong-yong      | Südkorea       | 7:05,24    |
| 5     | Wladislaw Jakowlew | Kasachstan     | 7:16,34    |

### Vorlauf 6
| Platz | Athlet            | Nation             | Zeit (min) |
| ----- | ----------------- | ------------------ | ---------- |
| 1     | Ondřej Synek      | Tschechien         | 6:53,23    |
| 2     | Mario Vekić       | Kroatien           | 7:02,63    |
| 3     | Kenneth Jurkowski | Vereinigte Staaten | 7:08,49    |
| 4     | Wang Ming-hui     | Chinesisch Taipeh  | 7:15,77    |
| 5     | Aymen Mejri       | Tunesien           | 7:21,64    |

## Hoffnungsläufe
29. Juli 2012

### Hoffnungslauf 1
| Platz | Athlet            | Nation   | Zeit (min) |
| ----- | ----------------- | -------- | ---------- |
| 1     | Sawarn Singh      | Indien   | 7:00,49    |
| 2     | Kim Dong-yong     | Südkorea | 7:03,91    |
| 3     | Víctor Aspillaga  | Peru     | 7:10,54    |
| 4     | Aymen Mejri       | Tunesien | 7:11,94    |
| 5     | Paul Etia Ndoumbe | Kamerun  | 7:24,15    |

### Hoffnungslauf 2
| Platz | Athlet                 | Nation            | Zeit (min) |
| ----- | ---------------------- | ----------------- | ---------- |
| 1     | Mindaugas Griškonis    | Litauen           | 7:00,19    |
| 2     | Mohsen Shadi Naghdeh   | Iran              | 7:11,55    |
| 3     | Wang Ming-hui          | Chinesisch Taipeh | 7:16,84    |
| 4     | James Fraser-Mackenzie | Simbabwe          | 7:19,85    |
| 5     | Hamadou Djibo Issaka   | Niger             | 8:39,66    |

### Hoffnungslauf 3
| Platz | Athlet             | Nation      | Zeit (min) |
| ----- | ------------------ | ----------- | ---------- |
| 1     | Anderson Nocetti   | Brasilien   | 7:07,17    |
| 2     | Óscar Vásquez      | Chile       | 7:09,12    |
| 3     | So Sau Wah         | Hongkong    | 7:13,75    |
| 4     | Wladislaw Jakowlew | Kasachstan  | 7:22,00    |
| 5     | Roberto López      | El Salvador | 7:27,75    |

## Viertelfinale
31. Juli 2012

### Viertelfinale 1
| Platz | Athlet              | Nation     | Zeit (min) |
| ----- | ------------------- | ---------- | ---------- |
| 1     | Mahé Drysdale       | Neuseeland | 6:54,86    |
| 2     | Tim Maeyens         | Belgien    | 6:56,65    |
| 3     | Mindaugas Griškonis | Litauen    | 7:00,80    |
| 4     | Mario Vekić         | Kroatien   | 7:05,78    |
| 5     | Michał Słoma        | Polen      | 7:21,55    |
| 6     | Óscar Vásquez       | Chile      | 7:24,07    |

### Viertelfinale 2
| Platz | Athlet                 | Nation         | Zeit (min) |
| ----- | ---------------------- | -------------- | ---------- |
| 1     | Alan Campbell          | Großbritannien | 6:52,10    |
| 2     | Marcel Hacker          | Deutschland    | 6:54,18    |
| 3     | Aleksandar Aleksandrov | Aserbaidschan  | 6:56,36    |
| 4     | Patrick Loliger        | Mexiko         | 7:00,20    |
| 5     | Kim Dong-yong          | Südkorea       | 7:16,22    |
| 6     | Anderson Nocetti       | Brasilien      | 7:17,37    |

### Viertelfinale 3
| Platz | Athlet                | Nation             | Zeit (min) |
| ----- | --------------------- | ------------------ | ---------- |
| 1     | Lassi Karonen         | Schweden           | 6:57,06    |
| 2     | Santiago Fernández    | Argentinien        | 7:01,57    |
| 3     | Zhang Liang           | China              | 7:02,03    |
| 4     | Sawarn Singh          | Indien             | 7:11,59    |
| 5     | Kenneth Jurkowski     | Vereinigte Staaten | 7:18,27    |
| 6     | Nour El-Din Hassanein | Ägypten            | 7:23,12    |

### Viertelfinale 4
| Platz | Athlet               | Nation     | Zeit (min) |
| ----- | -------------------- | ---------- | ---------- |
| 1     | Ondřej Synek         | Tschechien | 6:53,32    |
| 2     | Ángel Fournier       | Kuba       | 6:54,12    |
| 3     | Olaf Tufte           | Norwegen   | 6:55,36    |
| 4     | Henrik Stephansen    | Dänemark   | 6:55,95    |
| 5     | Mathias Raymond      | Monaco     | 7:20,16    |
| 6     | Mohsen Shadi Naghdeh | Iran       | 7:32,72    |

## Halbfinale

### Halbfinale E/F
31. Juli 2012

#### Lauf 1
| Platz | Athlet               | Nation      | Zeit (min) |
| ----- | -------------------- | ----------- | ---------- |
| 1     | So Sau Wah           | Hongkong    | 7:44,20    |
| 2     | Víctor Aspillaga     | Peru        | 7:53,76    |
| 3     | Roberto López        | El Salvador | 7:57,89    |
| 4     | Hamadou Djibo Issaka | Niger       | 9:07,99    |

#### Lauf 2
| Platz | Athlet                 | Nation            | Zeit (min) |
| ----- | ---------------------- | ----------------- | ---------- |
| 1     | Wang Ming-hui          | Chinesisch Taipeh | 7:33,18    |
| 2     | Wladislaw Jakowlew     | Kasachstan        | 7:33,29    |
| 3     | James Fraser-Mackenzie | Simbabwe          | 7:33,81    |
| 4     | Paul Etia Ndoumbe      | Kamerun           | 7:35,48    |
| 5     | Aymen Mejri            | Tunesien          | 7:58,48    |

### Halbfinale C/D
1. August 2012

#### Lauf 1
| Platz | Athlet               | Nation   | Zeit (min) |
| ----- | -------------------- | -------- | ---------- |
| 1     | Mario Vekić          | Kroatien | 7:33,51    |
| 2     | Sawarn Singh         | Indien   | 7:36,25    |
| 3     | Mathias Raymond      | Monaco   | 7:38,17    |
| 4     | Kim Dong-yong        | Südkorea | 7:48,09    |
| 5     | Óscar Vásquez        | Chile    | 7:57,36    |
| 6     | Mohsen Shadi Naghdeh | Iran     | 8:20,29    |

#### Lauf 2
| Platz | Athlet                | Nation             | Zeit (min) |
| ----- | --------------------- | ------------------ | ---------- |
| 1     | Henrik Stephansen     | Dänemark           | 7:29,76    |
| 2     | Patrick Loliger       | Mexiko             | 7:29,82    |
| 3     | Michał Słoma          | Polen              | 7:39,00    |
| 4     | Nour El-Din Hassanein | Ägypten            | 7:44,53    |
| 5     | Anderson Nocetti      | Brasilien          | 7:54,18    |
| 6     | Kenneth Jurkowski     | Vereinigte Staaten | 7:56,51    |

### Halbfinale A/B
1. August 2012

#### Lauf 1
| Platz | Athlet              | Nation      | Zeit (min) |
| ----- | ------------------- | ----------- | ---------- |
| 1     | Mahé Drysdale       | Neuseeland  | 7:18,11    |
| 2     | Lassi Karonen       | Schweden    | 7:19,77    |
| 3     | Marcel Hacker       | Deutschland | 7:22,07    |
| 4     | Ángel Fournier      | Kuba        | 7:30,19    |
| 5     | Mindaugas Griškonis | Litauen     | 7:31,72    |
| 6     | Olaf Tufte          | Norwegen    | 7:35,31    |

#### Lauf 2
| Platz | Athlet                 | Nation         | Zeit (min) |
| ----- | ---------------------- | -------------- | ---------- |
| 1     | Ondřej Synek           | Tschechien     | 7:16,58    |
| 2     | Alan Campbell          | Großbritannien | 7:18,92    |
| 3     | Aleksandar Aleksandrov | Aserbaidschan  | 7:20,80    |
| 4     | Santiago Fernández     | Argentinien    | 7:29,68    |
| 5     | Zhang Liang            | China          | 7:31,52    |
| 6     | Tim Maeyens            | Belgien        | 7:39,78    |

## Finale

### Finale F
3. August 2012, 10:30 Uhr MESZ

Anmerkung: zur Ermittlung der Plätze 31 bis 33
| Platz | Athlet               | Nation   | Zeit (min) |
| ----- | -------------------- | -------- | ---------- |
| 31    | Aymen Mejri          | Tunesien | 7:33,62    |
| 32    | Paul Etia Ndoumbe    | Kamerun  | 7:46,23    |
| 33    | Hamadou Djibo Issaka | Niger    | 8:53,88    |

### Finale E
3. August 2012, 10:40 Uhr MESZ

Anmerkung: zur Ermittlung der Plätze 25 bis 30
| Platz | Athlet                 | Nation            | Zeit (min) |
| ----- | ---------------------- | ----------------- | ---------- |
| 25    | So Sau Wah             | Hongkong          | 7:29,35    |
| 26    | Wang Ming-hui          | Chinesisch Taipeh | 7:33,28    |
| 27    | Víctor Aspillaga       | Peru              | 7:35,88    |
| 28    | Wladislaw Jakowlew     | Kasachstan        | 7:36,14    |
| 29    | Roberto López          | El Salvador       | 7:41,32    |
| 30    | James Fraser-Mackenzie | Simbabwe          | 7:46,49    |

### Finale D
3. August 2012, 10:50 Uhr MESZ

Anmerkung: zur Ermittlung der Plätze 19 bis 24
| Platz | Athlet                | Nation             | Zeit (min) |
| ----- | --------------------- | ------------------ | ---------- |
| 19    | Anderson Nocetti      | Brasilien          | 7:25,03    |
| 20    | Nour El-Din Hassanein | Ägypten            | 7:27,19    |
| 21    | Kim Dong-yong         | Südkorea           | 7:27,94    |
| 22    | Mohsen Shadi Naghdeh  | Iran               | 7:31,42    |
| 23    | Óscar Vásquez         | Chile              | 7:36,79    |
| 24    | Kenneth Jurkowski     | Vereinigte Staaten | DNS        |

### Finale C
3. August 2012, 11:00 Uhr MESZ

Anmerkung: zur Ermittlung der Plätze 13 bis 18
| Platz | Athlet            | Nation   | Zeit (min) |
| ----- | ----------------- | -------- | ---------- |
| 13    | Henrik Stephansen | Dänemark | 7:19,62    |
| 14    | Patrick Loliger   | Mexiko   | 7:20,10    |
| 15    | Mario Vekić       | Kroatien | 7:27,60    |
| 16    | Sawarn Singh      | Indien   | 7:29,66    |
| 17    | Michał Słoma      | Polen    | 7:34,98    |
| 18    | Mathias Raymond   | Monaco   | 7:36,35    |

### Finale B
3. August 2012, 11:40 Uhr MESZ

Anmerkung: zur Ermittlung der Plätze 7 bis 12
| Platz | Athlet              | Nation      | Zeit (min) |
| ----- | ------------------- | ----------- | ---------- |
| 7     | Ángel Fournier      | Kuba        | 7:11,17    |
| 8     | Mindaugas Griškonis | Litauen     | 7:15,32    |
| 9     | Olaf Tufte          | Norwegen    | 7:18,15    |
| 10    | Santiago Fernández  | Argentinien | 7:20,40    |
| 11    | Zhang Liang         | China       | 7:25,64    |
| 12    | Tim Maeyens         | Belgien     | 7:27,51    |

### Finale A
3. August 2012, 13:30 Uhr MESZ

Anmerkung: zur Ermittlung der Plätze 1 bis 6
| Platz | Athlet                 | Nation         | Zeit (min) |
| ----- | ---------------------- | -------------- | ---------- |
| 1     | Mahé Drysdale          | Neuseeland     | 6:57,82    |
| 2     | Ondřej Synek           | Tschechien     | 6:59,37    |
| 3     | Alan Campbell          | Großbritannien | 7:03,28    |
| 4     | Lassi Karonen          | Schweden       | 7:04,04    |
| 5     | Aleksandar Aleksandrov | Aserbaidschan  | 7:09,42    |
| 6     | Marcel Hacker          | Deutschland    | 7:10,21    |